# San Giovanni Decollato
San Giovanni Decollato, auch San Giovanni Battista Decollato (lat.: Sancti Ioannis Baptistae Decollati), ist eine Kirche in Rom. Sie entstand im 16. Jahrhundert in der Stilrichtung des Manierismus, war Bruderschaftskirche der Confraternità della Misericordia und war bis 2013 Titeldiakonie der römisch-katholischen Kirche. Das Bauwerk selbst wie der benachbarte Kreuzgang und das danebenliegende Oratorium enthalten Kunstwerke von hohem Rang. Der bisher einzige Kardinaldiakon war Mario Nasalli Rocca di Corneliano.

## Lage
Die Kirche liegt im XII. römischen Rione Ripa, etwa 250 Meter nordwestlich des nördlichen Endes des Circus Maximus in fast unmittelbarer Nähe des Janusbogens. Ihr Name leitet sich vom Martyrium Johannes des Täufers her, der enthauptet wurde (ital. decollato).

## Baugeschichte

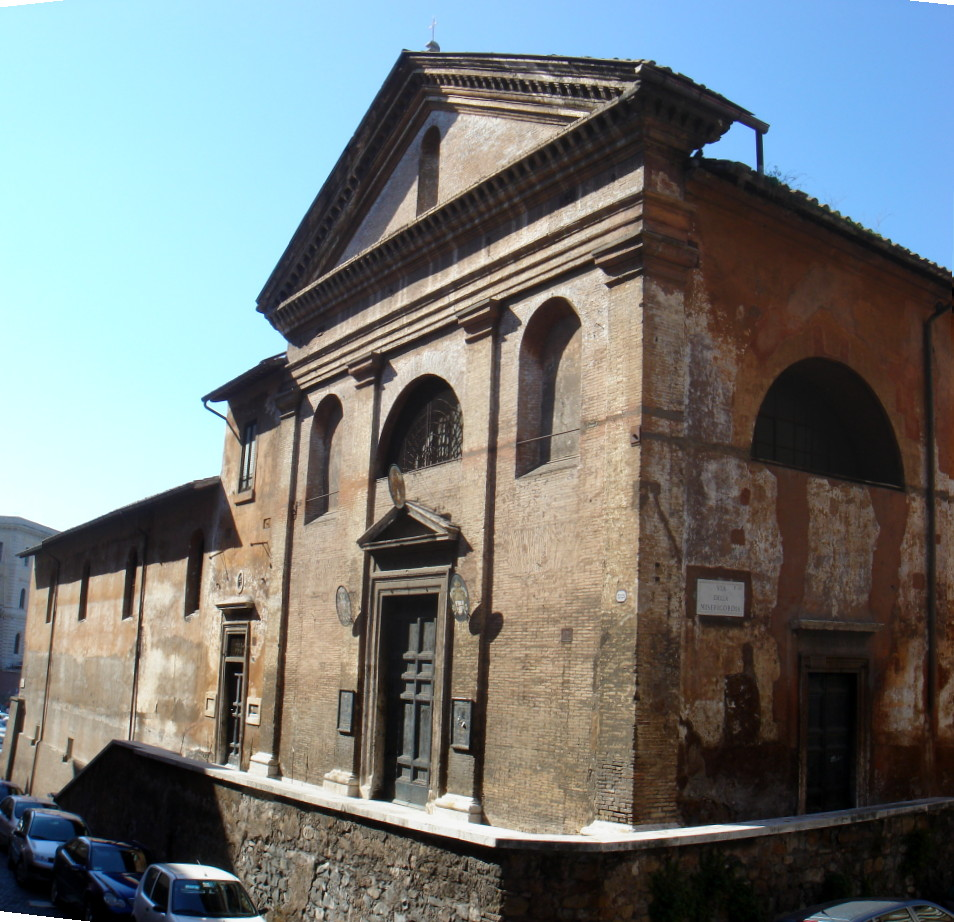
Detailsicht der Fassade

Der Bau der Kirche und der benachbarten Gebäude wurde 1535 begonnen und bis 1555 fertiggestellt. Auf dem Baugebiet befand sich zuvor eine ältere Kirche namens Santa Maria de fovea (auch Santa Maria della fossa oder Santa Maria in petrocia genannt). Auftraggeber war die Confraternità della Misericordia („Bruderschaft der Barmherzigkeit“), die 1488 von in Rom ansässigen Florentinern gegründet wurde. Die Ausstattung wurde entsprechend von Florentiner Künstlern im toskanischen Stil vorgenommen. Ihr bedeutendstes Mitglied dürfte Michelangelo gewesen sein, er trat 1514 bei. Die Bruderschaft hatte es sich zur Aufgabe gemacht, zum Tode Verurteilte auf ihrem letzten Weg zu begleiten und sie, wenn nötig, nach der Hinrichtung zu bestatten. Einmal im Jahr, genannt werden sowohl der 29. August als auch der 24. Juni, hatte die Bruderschaft das Recht, einen zum Tode Verurteilten die Freiheit zu geben; dieses Recht bestand noch bis in das 19. Jahrhundert hinein. Restaurierungen der Kirche fanden 1727 und letztmals 1888 statt.

## Äußeres
Die nur im rohen Ziegelmauerwerk verbliebene Fassade der Kirche ist sehr schlicht gehalten. Gegliedert wird die Fläche nur durch vier Pilaster mit Kapitellen dorischer Ordnung. Zwischen den äußeren Eck- und den inneren Pilastern ist auf jeder Seite in der oberen Fläche eine Nische eingefügt. Etwas Schmuck gibt nur das Ädikulaportal zwischen den inneren Pilastern mit dem darüber eingefügten halbrunden Fenster. Die Fassade wird von einem ebenfalls sehr schlichten Dreiecksgiebel gekrönt.

## Kirchenraum
Die Wände des Längsschiffs der einfachen Saalkirche mit hölzerner Flachdecke (Kassettendecke) sind von jeweils drei Seitenkapellen durchbrochen. Die Apsis ist viereckig. Die durchgehend einheitliche Dekoration des Innenraumes gilt allerdings als eine der „reinsten Leistungen des Manierismus toskanischer Herkunft in Rom“. Die Pilaster zwischen den Kapellenarkaden sind mit feinen Stuckornamenten verziert, reichhaltige Malerei bedeckt die Wände.

## Altargemälde und Chorraum

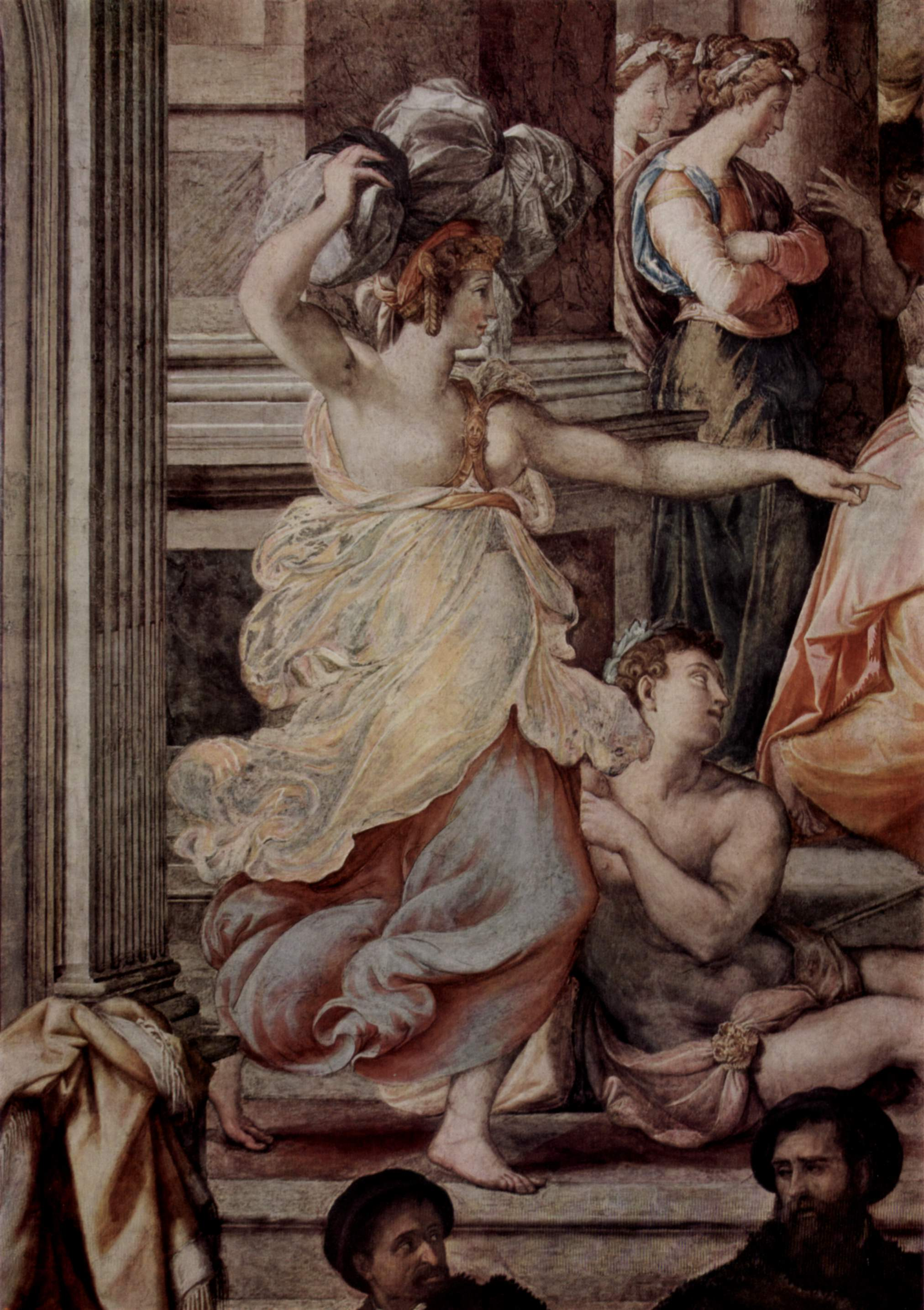
Heimsuchung von Francesco Salviati im Oratorium

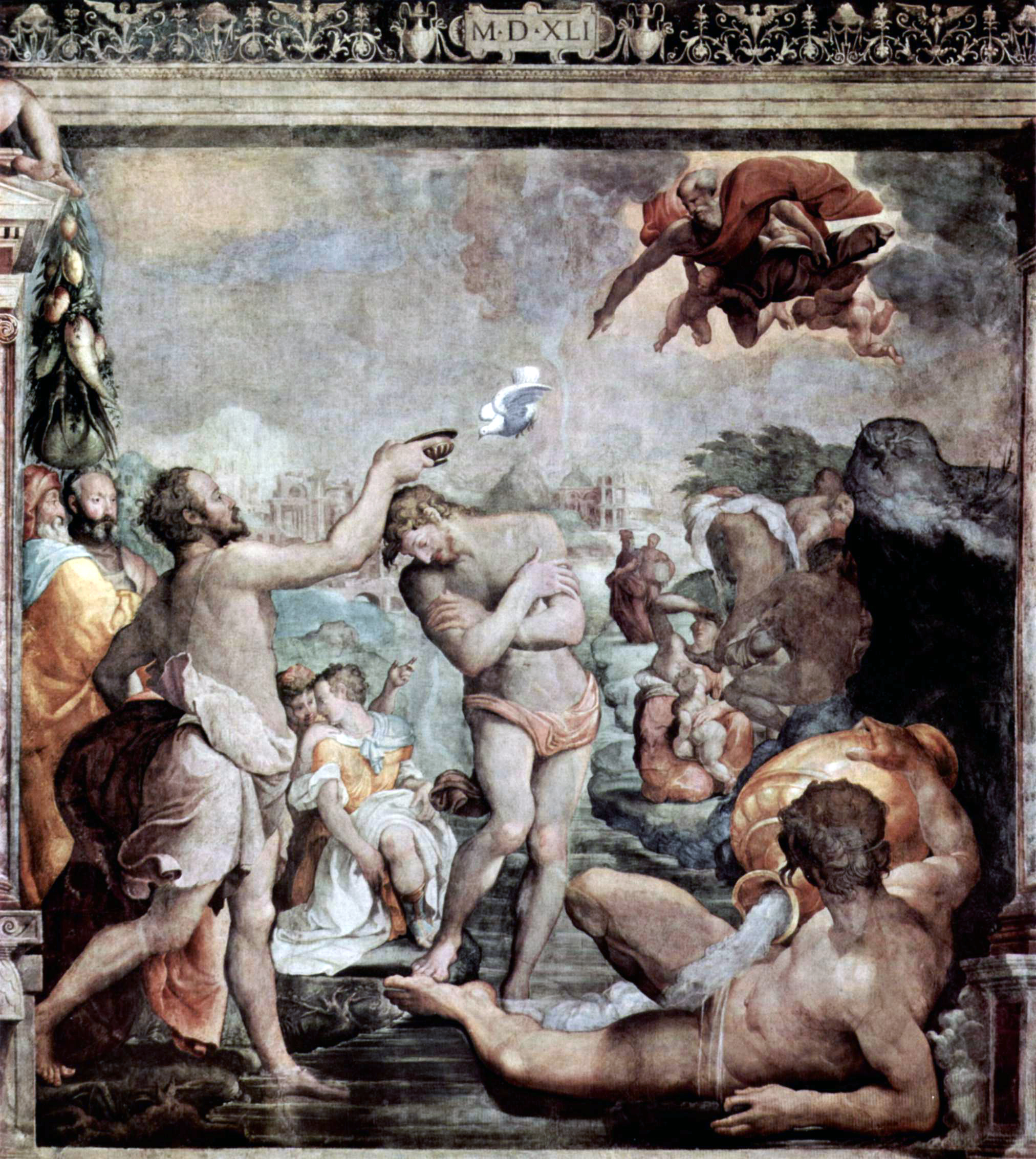
Die Taufe Jesu von Jacopo del Conte im Oratorium

Die erste Seitenkapelle rechts enthält das Altarbild Die Geburt Johannes des Täufers von Jacopo Zucchi, geschaffen 1585. Der Altar der mittleren Kapelle rechts enthält die Darstellung Der ungläubige Thomas von einem Künstler aus der Schule Giorgio Vasaris, etwa 1580 gemalt. Die letzte Kapelle rechterhand enthält eine von Pomarancio um 1590 geschaffene Heimsuchung Mariens als Altarbild.
Auf dem Triumphbogen, der die Apsis vom Kirchenschiff trennt, befinden sich Fresken von Giovanni Balducci, diese stellen sechs Kirchenväter dar.
Der erste Altar linkerhand enthält das Gemälde Madonna della Misericordia aus der zweiten Hälfte des 15. Jahrhunderts. Das Altarbild der mittleren Kapelle links wurde von Battista Naldini etwa 1580 geschaffen, sein Thema ist Johannes der Täufer. 
Die linke Seitenwand des Chors enthält Die Enthauptung des Johannes von einem unbekannten Künstler, möglicherweise aus der Schule Michelangelos. An der rechten Seite ist Die Auferstehung thematisiert, sie stammt von Giovanni Balducci, genannt Il Cosci.

## Kreuzgang
Der benachbarte Kreuzgang enthält im Fußboden zunächst sieben runde Deckel aus Marmor. Hier wurden die Hingerichteten namenlos bestattet, der bekannteste davon, dessen sterbliche Überreste sich hier befinden, dürfte Giordano Bruno sein. Der Kreuzgang selbst wurde um 1559 fertiggestellt, er öffnet sich in rundbogigen Säulenarkaden.

## Oratorium
Das Oratorium, fertiggestellt etwa 1530, enthält wiederum wertvolle Fresken. Es handelt sich um einen Zyklus, dargestellt sind verschiedene Stationen des Lebens Johannes des Täufers, u. a. von Jacopo del Conte, Francesco Salviati und anderen Künstlern. Eines der Fresken, Die Verkündigung der Geburt Johannes des Täufers soll am äußersten linken Bildrand ein Porträt Michelangelos enthalten, dieses ist nicht gesichert. Del Conte schuf auch das Altargemälde, etwa 1550, es stellt Johannes’ Grablegung dar.

## Zugang
Die Kirche wie auch die übrigen Gebäude sind nicht öffentlich zugänglich. Ein interessierter Besucher kann den jeweiligen Kustoden um Einlass bitten, hierzu in der Via di San Giovanni Decollato, 22 läuten.